# Filipe Lobo d'Ávila
Filipe Tiago de Melo Sobral Lobo d'Ávila (Porto, 18 de janeiro de 1975) é um advogado e político português.

## Carreira
Licenciado em Direito, pela Faculdade de Direito da Universidade Católica Portuguesa (1999), e pós-graduado em Direito Público pela Faculdade de Direito da Universidade de Lisboa (2000).
Exerceu a advocacia de 1999 a 2001, na sociedade de advogados Alves Mendes, Jardim Gonçalves & Associados. Posteriormente foi assessor jurídico no Banco Português de Investimento e no Ministério da Justiça, entre 2002 e 2008, onde foi nomeado para os cargos de diretor-geral (2004) e de director do Gabinete para a Resolução Alternativa de Litígios (2007). Em 2008 regressou à advocacia, assumindo a partir de 2018 as funções de responsável da sociedade de advogados alemã Rödl & Partner em Portugal.
Foi eleito Deputado pelo Centro Democrático Social - Partido Popular à Assembleia da República, para a XI Legislatura, de 15 de novembro de 2009 a 19 de junho de 2011, pelo Círculo Eleitoral de Santarém, para a XII Legislatura, pelo Círculo Eleitoral de Santarém, de 20 de junho de 2011 a 22 de outubro de 2015 e para a XIII Legislatura, pelo Círculo Eleitoral de Lisboa, de 23 de outubro de 2015 a 24 de março de 2018, pertencendo às Comissões Parlamentares de Assuntos Constitucionais, Direitos, Liberdades e Garantias como Suplente e dos Negócios Estrangeiros e Comunidades Portuguesas. Foi Vice-Presidente da Comissão eventual para o acompanhamento político do fenómeno da corrupção e para a análise integrada de soluções com vista ao seu combate. Em 2013, estreou-se em funções governativas como Secretário de Estado da Administração Interna do XIX Governo Constitucional de Portugal. Em 2015 depois de sair do Governo assumiu as funções de Porta-Voz do CDS-PP. Renunciou ao mandato de deputado em Março de 2018.
A 25 de Novembro de 2019 apresentou a sua candidatura a Presidente do CDS-PP com o grupo Juntos pelo Futuro, a qual perdeu para Francisco Rodrigues dos Santos. Até 28 de Janeiro de 2021 assumiu as funções de Vice-Presidente do CDS-PP. Em 2024 desfiliou-se do CDS-PP.

## Família
Lobo d'Ávila é o mais novo dos três filhos de Rodrigo Alfredo de Sousa Lobo d'Ávila (Porto, Campanhã, 10 de Outubro de 1936 - Lisboa, 29 de Janeiro de 2016), Senhor da Casa da Igreja Velha, na Aliviada, no Marco de Canaveses, Major, Tenente-Coronel e Coronel de Infantaria Tirocinado do Estado-Maior do Exército, Oficial da Ordem do Infante D. Henrique a 10 de Fevereiro de 1981, antigo comandante do CIOE em Lamego.